# Kreismuseum Bad Liebenwerda
Het Kreismuseum Bad Liebenwerda is een streekmuseum in Bad Liebenwerda in de Duitse deelstaat Brandenburg. Het richt zich op de cultuur en geschiedenis van het Elbe-Elster-Land.
Het museum bevindt zich in een historisch pand van twee verdiepingen dat opgenomen is als cultureel erfgoed. De bouwdatum is niet bekend gebleven. Het werd gebouwd als uitbreiding van de burcht van Liebenwerda en fungeerde als woonhuis voor de keurvorsten. Het pand ging in 1733 verloren bij een brand en werd in 1760 opnieuw opgebouwd. In de 19e eeuw deed het dienst als woning met een stokerij voor sterkedrank en vanaf 1900 was het in gebruik van de Landesbank Anhalt-Dessau.
Van 1953 tot 1954 werd in de stad het streekmuseum opgezet, toen nog aan de Dresdner Straße 15. In 1994 verhuisde het museum naar het keurvorstenhuis aan de Burgplatz 2. Het museum richt zich op de geschiedenis van de streek rondom Liebenwerda, inclusief ambachts- en volkskunst. Een kamer is ingericht met een keuken en woonkamer uit de jaren twintig.
Het museum besteedt verder aandacht aan de drie muzikale broers August Friedrich, Johann Gottlieb en Carl Heinrich Graun. Zij werden geboren in het naburige  Wahrenbrück. De broers waren alle drie componist en daarnaast cantor of violist. Ze behoorden tot de hoofdvertegenwoordigers van de Eerste Berlijnse Liedschool (Erste Berliner Liederschule) en werkten aan het hof van Frederik II van Pruisen.
In 1997 werd de stukken van het marionettentheater van Karl Gierhold aan de collectie toegevoegd. Het museumoppervlak werd hiervoor uitgebreid. In 2005 onderging deze permanente tentoonstelling een make-over.

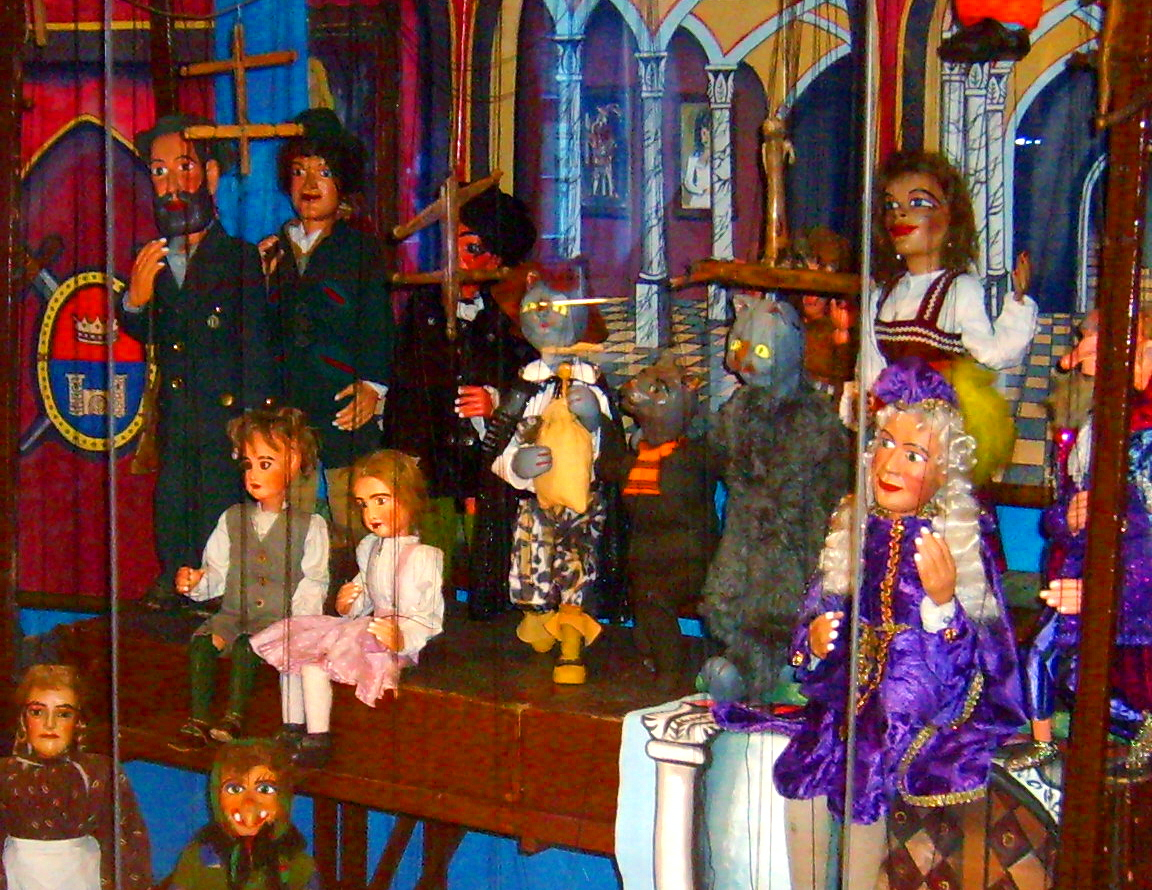
Marionettentheater